# Małyj Korczugan
Małyj Korczugan (ros. Малый Корчуган) – wieś (dieriewnia) w Rosji, w obwodzie kemerowskim, w rejonie topkińskim. W 2010 liczyła 500 mieszkańców.